# Витіснення нафти вуглекислим газом
Витіснення нафти вуглекислим газом — спосіб підвищення нафтовилучення. Механізм витіснення нафти полягає в наступному. У пласті утворюються три зони — зона первісної пластової нафти, перехідна зона від властивостей первісної нафти до властивостей діоксиду вуглецю і зона чистого С02. При нагнітанні С02 в заводнену зону перед ним утворюється вал нафти, який витісняє і пластову воду.